# Ladislav Hynek
Ladislav Hynek (* 24. května 1968) je český kuchař a politik, od roku 2006 zastupitel a v letech 2010 až 2016 a opět od roku 2022 starosta Kostelce na Hané, v letech 2016 až 2020 zastupitel a radní Olomouckého kraje.

## Osobní život
Narodil se v květnu 1968. Absolvoval gymnázium v Prostějově a získal výuční list v oboru kuchař, číšník. Po studiu pracoval jako instruktor pohostinských zařízení v Prostějově a dále jako číšník, šéfkuchař a vedoucí provozovny.
Je ženatý a má dvě dcery. Ve volném čase se rád věnuje sportu.

## Politické působení
V komunálních volbách v roce 2006 byl jako nestraník na kandidátní listině ODS zvolen zastupitelem Kostelce na Hané. Postupně se však svými názory přiblížil ČSSD a rozhodl se tak pomoci obnovit místní pobočku strany v Kostelci na Hané. V komunálních volbách v roce 2010 kandidoval již na kandidátní listině ČSSD, která volby ve městě vyhrála a následně se tak Hynek stal starostou města. V krajských volbách v roce 2012 neúspěšně kandidoval do zastupitelstva Olomouckého kraje.
V komunálních volbách v roce 2014 obhájil jak mandát zastupitele, tak posléze i starosty města. V krajských volbách v roce 2016 byl zvolen zastupitelem Olomouckého kraje a posléze se stal i radním kraje pro oblast školství. V této souvislosti skončil v prosinci 2016 ve funkci starosty Kostelce na Hané, stal se však neuvolněným místostarostou města. Jako místostarosta pak Hynek působil až do komunálních voleb v roce 2022. V krajských volbách v roce 2020 mandát zastupitele kraje obhajoval ze 3. místa kandidátní listiny subjektu ČSSD a Patrioti Olomouckého kraje, ale nebyl zvolen.
Ve sněmovních volbách v roce 2021 kandidoval jako lídr kandidátky ČSSD v Olomouckém kraji, ale nebyl zvolen, protože strana těsně nepřekročila 5% hranici nutnou k zisku mandátu v Poslanecké sněmovně. V komunálních volbách v roce 2022 nicméně obhájil mandát zastupitele (jím vedená kandidátka získala téměř 38 % hlasů) a posléze byl opět zvolen starostou města. V minulosti působil Hynek také jako předseda SOCDEM v Olomouckém kraji. Na konci roku 2023 ze SOCDEM vystoupil.

#### Obvinění z korupce
V listopadu 2024 média uvedla, že Hynek je vyšetřován NCOZ a již byl obviněn kvůli přijetí úplatků v celkové výši 700 tisíc korun v letech 2021 až 2023. V tomtéž období Hynek podstoupil těžkou operaci a byl tak zdravotně indisponován. Navzdory obviněním i zdravotním problémům ve funkci starosty nicméně setrval. Korupční kauza kolem Hynka se stala součástí tzv. Kauzy Autostráda, ve které byli již v listopadu 2023 obviněni mj. Michal Zácha a Robert Knobloch z ODS.